# Bundesverband der Deutschen Industrie

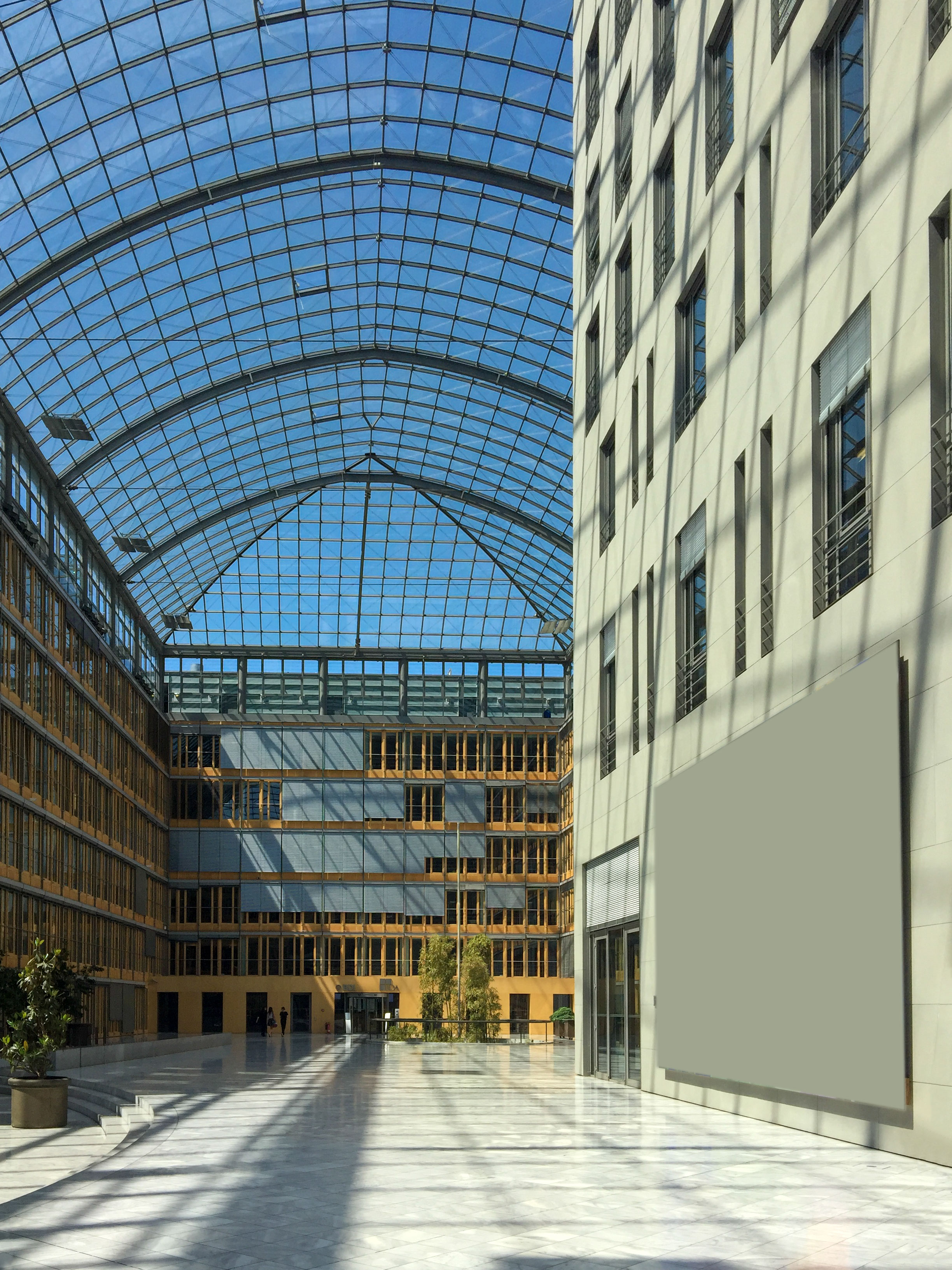
Haus der Deutschen Wirtschaft in Berlin (2017)

Der Bundesverband der Deutschen Industrie e. V. (BDI) ist der Spitzenverband der deutschen Industrie und der industrienahen Dienstleister in der Rechtsform eines eingetragenen Vereins mit Sitz im Haus der Deutschen Wirtschaft  in Berlin. Darüber hinaus verfügt der BDI über weitere Büros im Ausland und ist somit international vertreten.
Der BDI spricht für 39 Branchenverbände und mehr als 100.000 Unternehmen mit rund 8 Millionen Beschäftigten. Die Mitgliedschaft ist freiwillig. Insgesamt 15 Landesvertretungen vertreten die Interessen der Wirtschaft auf regionaler Ebene. Der BDI ist Mitglied im Gemeinschaftsausschuss der Deutschen Gewerblichen Wirtschaft.
Präsident des BDI ist seit dem 1. Januar 2025 Peter Leibinger.

## Geschichte

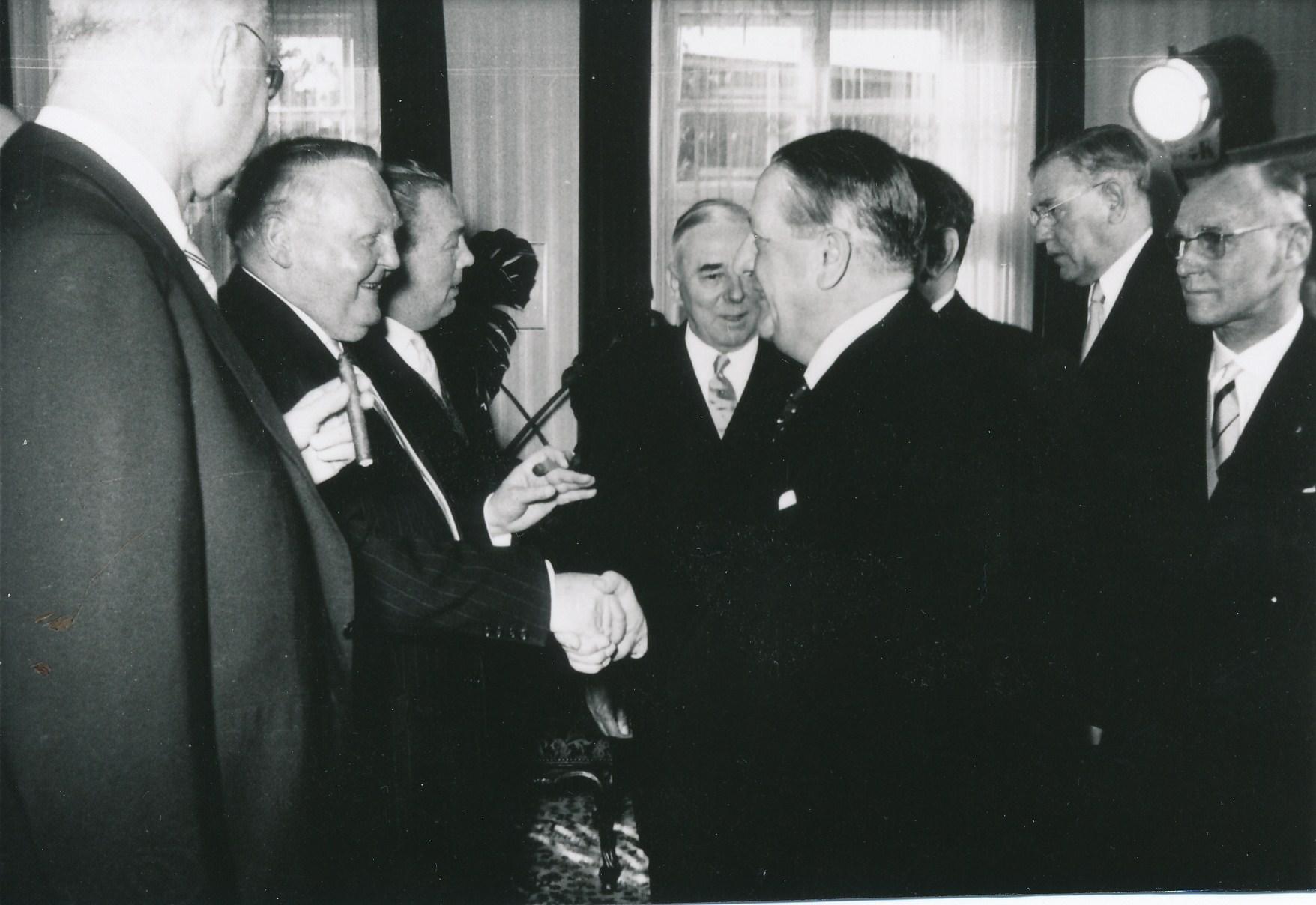
Kundgebung und Mitgliederversammlung des BDI, Frankfurt am Main, Mai 1957: Bundeswirtschaftsminister Ludwig Erhard und BDI-Hauptgeschäftsführer Wilhelm Beutler

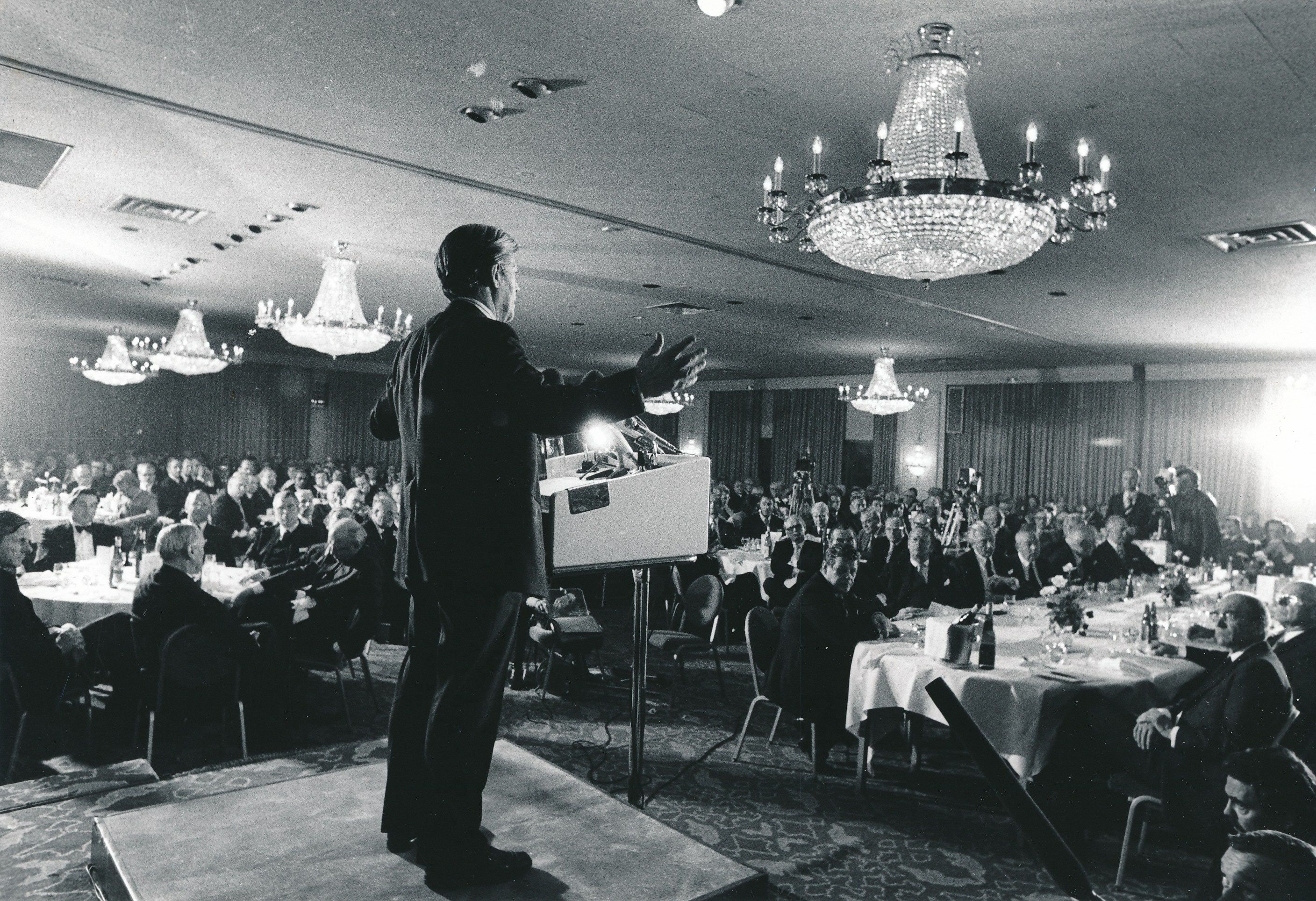
Helmut Schmidt auf der BDI-Jahrestagung 1974 in Köln

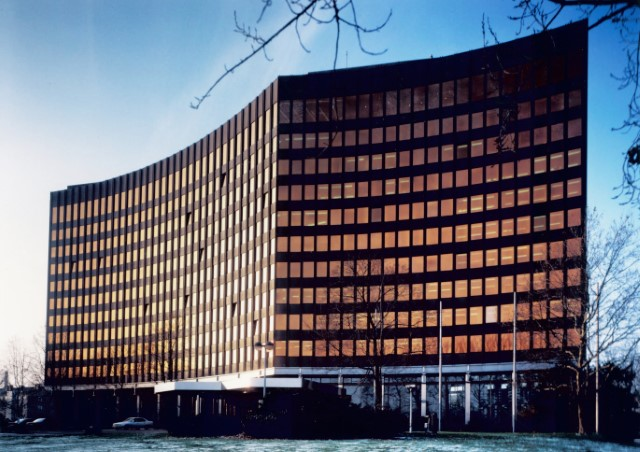
Haus der Deutschen Industrie in Köln (1993)

Ursprung des BDI ist der Reichsverband der Deutschen Industrie (RDI). Dieser wurde in der Zeit des Nationalsozialismus am 19. Juni 1933 mit dem Vereinigung Deutscher Arbeitgeberverbände am 19. Juni 1933 zum Reichsstand der Deutschen Industrie vereinigt. Die Vertretung der Industrieunternehmen übernahm die Reichsgruppe Industrie. Diese wurde mit Kriegsende 1945 aufgelöst.
Im Jahr 1949, dem Gründungsjahr der Bundesrepublik Deutschland, wurde in München der Deutsche Gewerkschaftsbund (DGB) gegründet. Der DGB vertritt ausschließlich die Interessen der Arbeitnehmer. Am 19. Oktober 1949, nur eine Woche nach der Gründung des DGB, gründeten daraufhin Vertreter von 32 Wirtschaftsverbänden und Arbeitsgemeinschaften den Ausschuss für Wirtschaftsfragen der industriellen Verbände. Diese Benennung berücksichtigte die Bedenken der Alliierten gegenüber einem permanent tätigen industriellen Spitzenverband. Die Alliierten betrachteten eine Spitzenvertretung, die die Interessen seitens der Unternehmer vertritt, nun allerdings als notwendig. Am 1. Juli 1949 stimmten die Vertreter der Militärregierung der Satzung einer solchen Vertretung zu. Zu Beginn des Jahres 1950 wurde der Verein in Bundesverband der Deutschen Industrie umbenannt.
Zwischen 1950 und 1999 befand sich der Hauptsitz des BDI im Haus der Deutschen Industrie in Köln.

## Profil und Aufgaben
Als Dachorganisation ist der Spitzenverband für die Wahrnehmung und Förderung aller Anliegen der unter dem Dach des BDI zusammengeschlossenen Industriezweige verantwortlich. Dies berechtigt ihn jedoch nicht zur Vertretung sozialpolitischer Belange. Diese Funktion ist der Bundesvereinigung der Deutschen Arbeitgeberverbände vorbehalten. Die BDI-Satzung beschränkt den Kreis der Mitglieder auf industrielle Spitzenverbände und Arbeitsgruppen (§ 4 Abs. 2). Folglich können Einzelunternehmen oder Unternehmensgeflechte keine Mitgliedschaft erwirken. Aus politikwissenschaftlicher Sicht ist der BDI als eine Interessengruppe in den Verbandssektoren „Wirtschaft und Arbeit“ sowie als „ein Investorenspitzenverband von industriellen Branchen- und Fachverbänden“ bezeichnet worden. Als Interessenvertretung der Industrie betreibt der Spitzenverband Interessenartikulation, im Anschluss an den Prozess der verbandsinternen Meinungsbildung. Der BDI betreibt weltweit Lobbyarbeit im Sinne von industriell tätigen Unternehmen und wird in „allen wirtschaftsrelevanten Gesetzgebungsprozessen gehört“.

## Themen des BDI
Der BDI beschäftigt sich mit verschiedenen Themen, die von folgenden 18 Ausschüssen behandelt werden: Ausschuss Außenwirtschaft; Ausschuss Digitale Wirtschaft, Telekommunikation und Medien; Ausschuss Energie- und Klimapolitik; Geld-, Kredit- und Währungsausschuss; Ausschuss für Gesundheitswirtschaft; Ausschuss Öffentliches Auftragswesen; Rechtsausschuss; Ausschuss für gewerblichen Rechtsschutz; Ausschuss Rohstoffpolitik; Ausschuss für Sicherheit; Steuerausschuss, Ausschuss Umwelt, Technik und Nachhaltigkeit; Ausschuss für Verbraucherpolitik; Verkehrsausschuss; Ausschuss für Wettbewerbsordnung sowie Fachausschuss Bildung und Mittelstandsausschuss. Der BDI arbeitet diesbezüglich mit der Bundesvereinigung der Deutschen Arbeitgeberverbände (BDA) zusammen.

## Organisationsstruktur

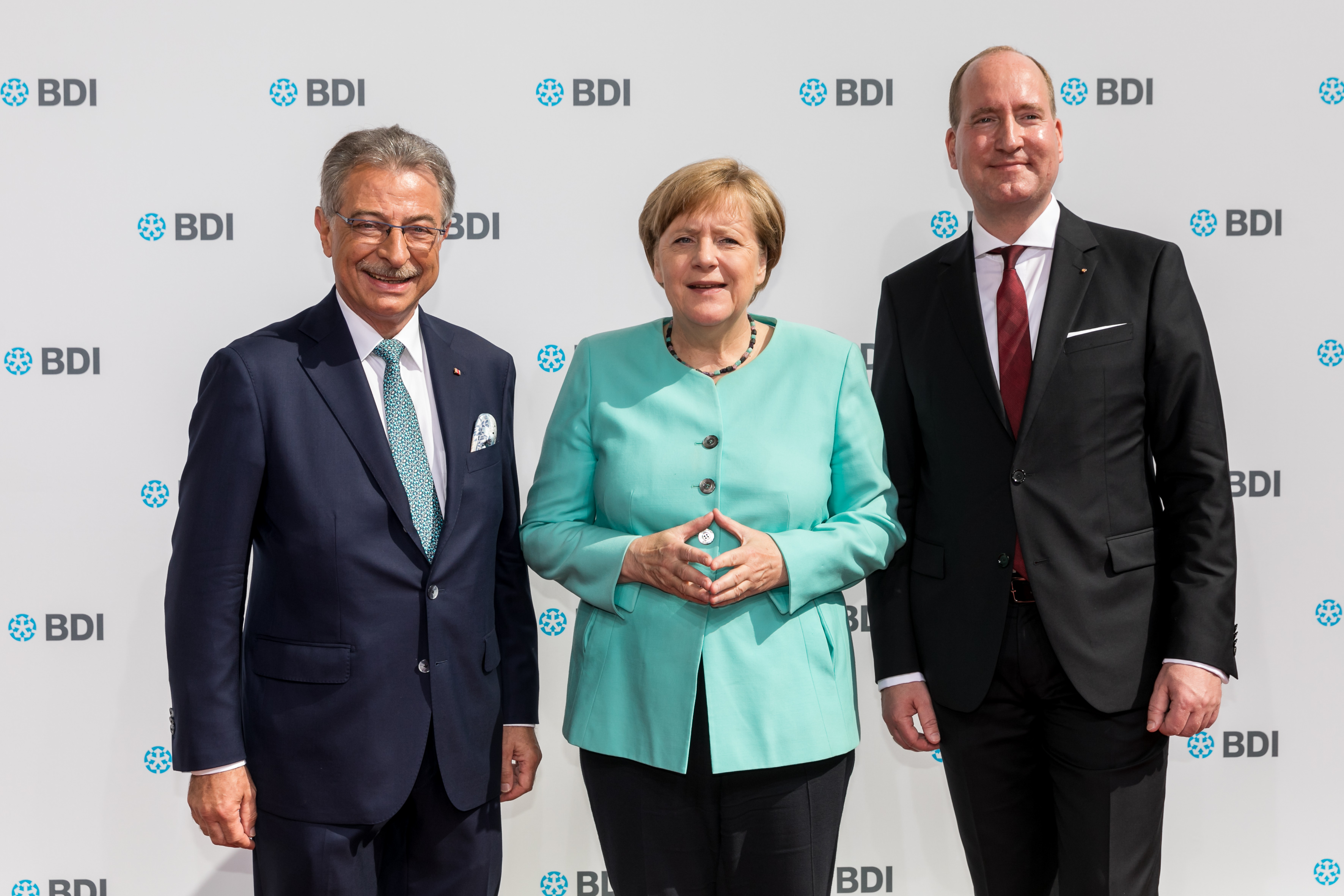
Dieter Kempf (BDI-Präsident 2017–2020), Angela Merkel (Bundeskanzlerin 2005–2021) und Joachim Lang (BDI-Hauptgeschäftsführer 2017–2022) beim Tag der Deutschen Industrie in Berlin (2017)

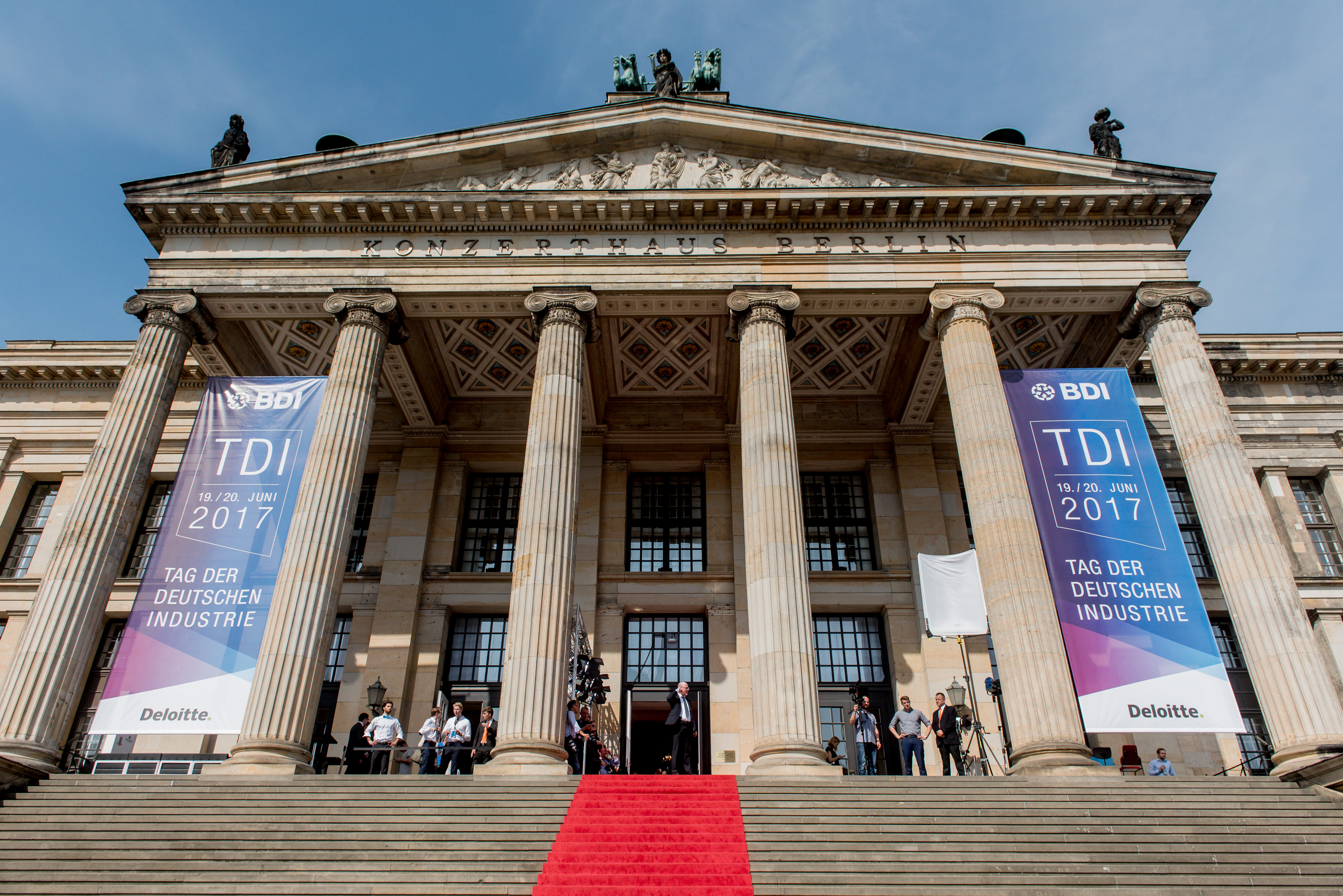
Konzerthaus am Gendarmenmarkt mit Bannern zum TDI (2017)

An der Spitze des BDI steht das Präsidium. Dies setzt sich aus
- einem Präsidenten, seinem gewählten Nachfolger und seinem unmittelbaren Vorgänger sowie
- sieben weiteren Stellvertretern und der Schatzmeisterin (Vizepräsidentin) und
- ferner 15 weiteren Mitgliedern, die durch den Vorstand zu wählen sind, zusammen.

### Präsidium und Vorstand

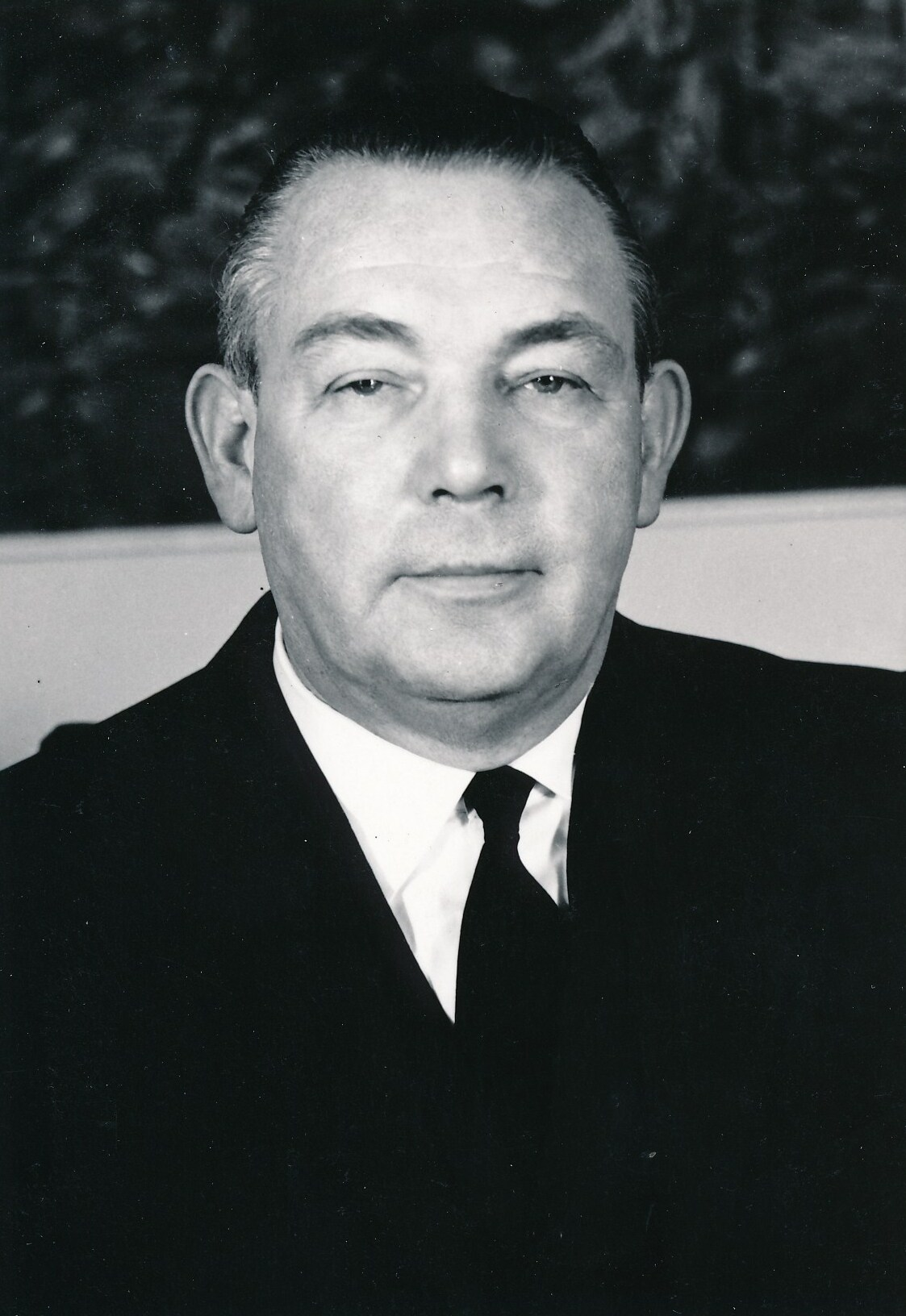
Fritz Berg (BDI-Präsident 1949–1971)

Der Präsident und die Vizepräsidenten bilden, gemeinsam mit den Vorsitzenden der Mitgliedsverbände, den Vorstand. Sofern Angelegenheiten des Bundesverbandes nicht durch gesetzliche Vorschriften oder durch die Satzung anderen Organen vorbehalten sind, ist der Vorstand für diese zuständig. Aktueller Präsident des BDI ist Peter Leibinger.
Präsidenten des BDI waren seit der Gründung 1949:
- 1949–1971: Fritz Berg
- 1972–1976: Hans Günter Sohl
- 1977 (Jan.–Okt.): Hanns Martin Schleyer
- 1978 (Jan.–Sept.): Nikolaus Fasolt
- 1978–1984: Rolf Rodenstock
- 1985–1986: Hans Joachim Langmann
- 1987–1990: Tyll Necker
- 1991–1992: Heinrich Weiss
- 1992–1994: Tyll Necker
- 1995–2000: Hans-Olaf Henkel
- 2001–2004: Michael Rogowski
- 2005–2008: Jürgen Thumann
- 2009–2012: Hans-Peter Keitel
- 2013–2016: Ulrich Grillo
- 2017–2020: Dieter Kempf[7]
- 2021–2024: Siegfried Russwurm[8]
- seit 2025: Peter Leibinger

### Hauptgeschäftsführung
Hauptgeschäftsführer des BDI waren seit der Gründung 1949:
- 1949–1957: Hans-Wilhelm Beutler
- 1957–1968: Gustav Stein
- 1969–1977: Fritz Neef
- 1977–1989: Siegfried Mann
- 1990–2006: Ludolf von Wartenberg
- 2007–2011: Werner Schnappauf
- 2011–2017: Markus Kerber
- 2017–2022: Joachim Lang
- seit 2022: Tanja Gönner

Die Hauptgeschäftsführung setzt sich aus einem Haupt- und einem stellvertretenden Hauptgeschäftsführer sowie zwei weiteren Mitgliedern zusammen. Seit dem 15. November 2022 ist Tanja Gönner Hauptgeschäftsführerin des BDI. Weitere Mitglieder der Hauptgeschäftsführung sind derzeit der stellvertretende Hauptgeschäftsführer Holger Lösch sowie Iris Plöger und Wolfgang Niedermark.

### Gliederung
Der BDI umfasst folgende 18 Fachabteilungen: Außenwirtschaftspolitik; BDI/BDA The German Business Representation; Digitalisierung und Innovation; Energie- und Klimapolitik; Finanzen, Mitglieder und zentrale Dienste; Industrielle Gesundheitswirtschaft; Internationale Märkte; Kommunikation; Mittelstand und Familienunternehmen; Mobilität und Logistik; Ost-Ausschuss der Deutschen Wirtschaft; Personal- und Organisationsentwicklung; Recht, Wettbewerb und Verbraucherpolitik; Research, Industrie- und Wirtschaftspolitik; Sicherheit und Rohstoffe, Steuern und Finanzen; strategische Planung und Koordination; Umwelt, Technik und Nachhaltigkeit.

## Internationale Standorte
Neben dem Hauptstandort in Berlin ist der BDI an weiteren Standorten weltweit ansässig und somit auch international vertreten. In Brüssel, Peking und Washington, D.C. ist das Ziel des BDI, Geschäftskontakte zu fördern und die Interessen der deutschen Wirtschaft in dem jeweiligen Staat vor Ort zu repräsentieren.

## Mitgliedsverbände
Der BDI hat derzeit 35 Mitglieder, inklusive einer Arbeitsgemeinschaft bestehend aus 6 Verbänden, die sich die Mitgliedschaft teilen:
| Verband der Automobilindustrie e. V. (VDA)                                             | Hauptverband der Deutschen Bauindustrie e. V.                                                  |
| Bundesverband Baustoffe – Steine und Erden e. V. (BBS)                                 | Verband Beratender Ingenieure e. V. (VBI)                                                      |
| Biotechnologie-Industrie-Organisation Deutschland e. V. (BIO Deutschland)              | Verband der Chemischen Industrie e. V. (VCI)                                                   |
| Zentralverband Elektrotechnik- und Elektronikindustrie e. V. (ZVEI)                    | Bundesverband der Deutschen Entsorgungs-, Wasser- und Rohstoffwirtschaft e. V. (BDE)           |
| Bundesverband Erdgas, Erdöl und Geoenergie e. V. (BVEG)                                | Verband Forschender Arzneimittelhersteller e. V. (vfa)                                         |
| Zentraler Immobilien Ausschuss e. V. (ZIA)                                             | Verband der Kali- und Salzindustrie e. V. (VKS)                                                |
| Bundesverband der Deutschen Gießerei-Industrie e. V. (BDG)                             | Bundesverband Glasindustrie e. V.                                                              |
| Bundesverband Informationswirtschaft, Telekommunikation und neue Medien e. V. (BITKOM) | Bundesverband Keramische Industrie e. V. (BVKI)                                                |
| Bundesverband der Deutschen Luft- und Raumfahrtindustrie e. V. (BDLI)                  | Bundesverband der Deutschen Luftverkehrswirtschaft e. V. (BDL)                                 |
| Verband Deutscher Maschinen- und Anlagenbau e. V. (VDMA)                               | Wirtschaftsvereinigung Metalle e. V. (WVM)                                                     |
| Mineralölwirtschaftsverband e. V. (MWV)                                                | Arbeitgeber- und Wirtschaftsverband der Mobilitäts- und Verkehrsdienstleister e. V. (Agv MoVe) |
| Verband Deutscher Papierfabriken e. V. (VDP)                                           | Bundesverband der Pharmazeutischen Industrie e. V. (BPI)                                       |
| Vereinigung Rohstoffe und Bergbau e. V. (VRB)                                          | Bundesverband der Deutschen Sicherheits- und Verteidigungsindustrie e. V. (BDSV)               |
| Wirtschaftsvereinigung Stahl                                                           | VAIS Verband für Anlagentechnik und IndustrieService e. V.                                     |
| Wirtschaftsverband Stahl- und Metallverarbeitung e. V. (WSM)                           | Bundesverband der Tabakwirtschaft und neuartiger Erzeugnisse e. V. (BVTE)                      |
| Gesamtverband der deutschen Textil- und Modeindustrie e. V.                            | Verband der TÜV e. V.                                                                          |
| Verband der Deutschen Verbundwirtschaft e. V. (VdV)                                    | Verein der Zuckerindustrie e. V. (VdZ)                                                         |
| AG Industriengruppe: Game – Verband der deutschen Games-Branche e. V.                  | AG Industriengruppe: Verband der Deutschen Lederindustrie e. V. (VDL)                          |
| AG Industriengruppe: Verband der Deutschen Automatenindustrie e. V. (VDAI)             | AG Industriengruppe: Verband der Deutschen Dental-Industrie e. V. (VDDI)                       |
| AG Industriegruppe: Verband der Deutschen Holzwerkstoffindustrie e. V. (VHI)           | AG Industriengruppe: Bundesverband Schmuck, Uhren, Silberwaren und verwandte Industrien e. V.  |